# ألفرد ميلر
ألفرد ميلر (بالإنجليزية: Alfred Henry Miller)‏ (17 مارس 1904 بوسطن الولايات المتحدة - 20 ديسمبر 1967 ديترويت الولايات المتحدة) هو لاعب كرة قدم أمريكي.

## وصلات خارجية
- ألفرد ميلر على موقع مرجع كرة القدم المحترفة.كوم (الإنجليزية)